# شبکه فاکس اینترنشنال
شبکه فاکس اینترنشنال (انگلیسی: Fox International Channels) یکی از کسب و کارهای رسانه‌ای فاکس قرن ۲۱ است. این مجموعه شامل بیش از ۳۰۰ شبکهٔ تلویزیونی در زمینه‌های سرگرمی، ورزش و فیلم می‌شود که با ۴۵ زبان از پنج قاره برنامه‌هایش ارائه می‌شود.
از برندهای شبکه رسانه‌ای فاکس, تله‌کلمبیا, Fox Life, شبکه نشنال جئوگرافیک, Fox Movies Premium و Star Chinese Movies استفاده می‌کند.